# Hospital de Base do Distrito Federal
O Hospital de Base do Distrito Federal (HBDF) é um hospital público brasileiro, de Brasília, no Distrito Federal, e faz parte do Sistema Único de Saúde (SUS). É um dos hospitais mais antigos do Distrito Federal, ficando localizado no Setor Médico Hospitalar Sul, Área Especial 101 - Asa Sul.
Planejado para ser um hospital modelo e centro de uma rede de unidades de saúde no Distrito Federal, acabou tendo as iniciativas perdidas, se tornando um hospital comum. A falta da rede e o aumento populacional acabaram sobrecarregando a unidade. Porém, ainda é um hospital referência em várias áreas.

## História
|                                            |  |  |
| Hospital de Base sendo construído em 1959. |  |  |

Como várias instituições de Brasília, o projeto era que o hospital da cidade fosse uma unidade de saúde diferente, um modelo, que seria o centro de um sistema hospitalar com outras unidades menores. Seu nome inicial era Hospital Distrital.

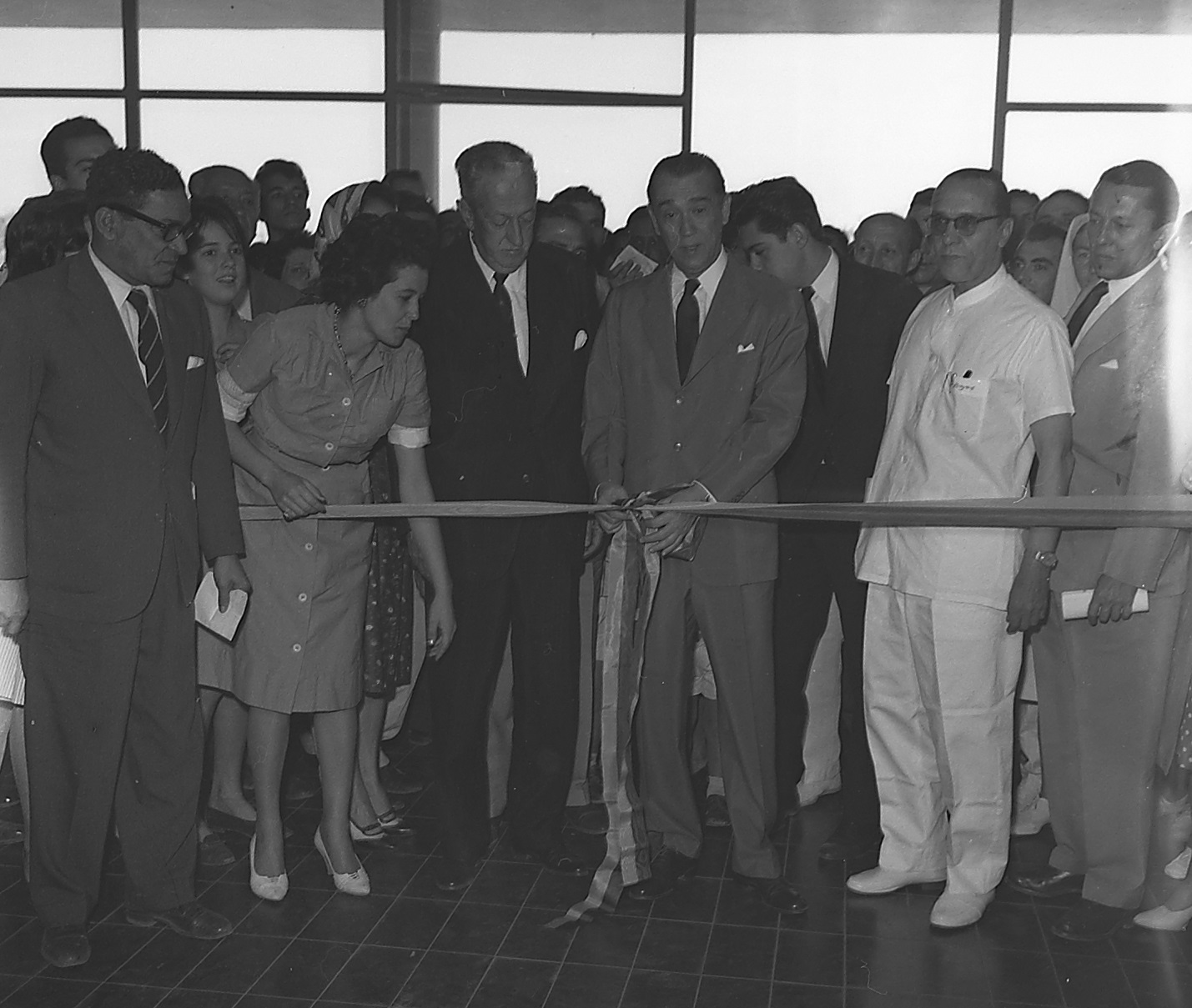
Hospital de Base do Distrito Federal sendo inaugurado pelo presidente Juscelino Kubitschek em 1960 (Arquivo Nacional)

A unidade hospitalar foi inaugurado em 12 de setembro de 1960, poucos meses após a inauguração de Brasília, por Juscelino Kubitschek, na data de aniversário do então presidente da república.
Com a Ditadura Militar (1964-1985), porém, as iniciativas inovadoras do hospital acabaram se perdendo, a rede prevista nunca foi concluída e o hospital se sobrecarregou. Desde a abertura, o hospital não passou por grandes reformas e tem praticamente a mesma área desde a inauguração.
Morte de Tancredo Neves
Em 14 de março de 1985 recebeu o presidente eleito Tancredo Neves, um dia antes de sua posse, que sentia fortes dores abdominais. Após intervenções cirúrgicas, foi transferido em 26 de março para o Instituto do Coração de São Paulo.
Em 2007, foi certificado como Hospital de Ensino, o que permite que a unidade tenha médicos residentes em treinamento.

### Mudança de gestão (2018)
Em 2018 o Hospital passou por uma ampla reforma administrativa, adotando um novo sistema de gestão. O HB passou a ser gerido por um serviço social autônomo. A criação do Instituto de Gestão Estratégica de Saúde do Distrito Federal - IGESDF tem como finalidade a agilização de contratações e a adoção de uma gestão baseada em metas e indicadores de resultados.

## Estrutura

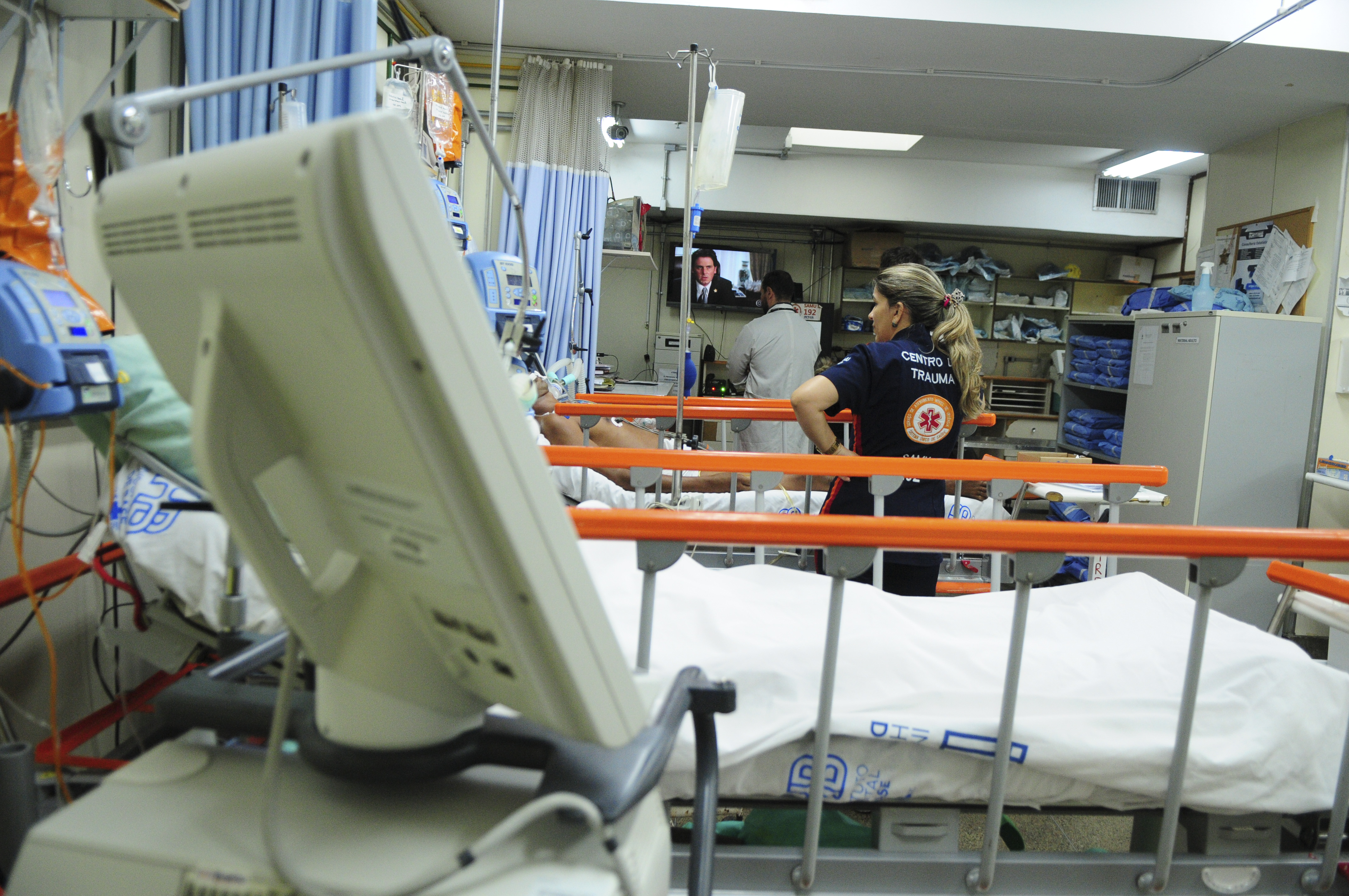
Unidade de traumatismo

A área total construída do hospital é de 54 000 m², abrigando mais de 4 000 colaboradores em seus doze andares. É referência no Sistema Único de Saúde (SUS) nas especialidades politraumas, emergências e cirurgias cardiovasculares, neurocirurgia e atendimento oncológico. É também referência na área de transplantes.
Esta organizado internamente nas seguintes áreas de atendimento: pronto-socorro, internação, ambulatório, unidade de tratamento intensivo (UTI), assistência multidisciplinar, diagnósticos e apoio terapêutico e psiquiatria.
O HB conta com 634 leitos e realiza por ano mais de 500 mil consultas, 40% na emergência, e tem em média 17.000 internações e 12.000 cirurgias anuais.
No ensino, conta com cerca de quatrocentos residentes em 53 programas de residência médica, além de outros cinco em outras áreas como enfermagem, fisioterapia, nutrição, odontologia e psicologia.